# Quivive (Fernsehsendung)
Quivive war eine Fernsehsendung des rbb, die von 1992 bis 2010 ausgestrahlt wurde. Sie startete zunächst unter dem Namen Medizin am Mittwoch beim Dritten Fernsehprogramm des Sender Freies Berlin.
Behandelt wurden ausschließlich Themen zur Gesundheit.
Die Moderation wurde zunächst von Medizinjournalist Eckart Schibber, später von Tanja Schink übernommen. Vom Sommer 2004 bis zum Sommer 2010 moderierte Sybille Seitz. Seit 2007 führte auch Axel Walter durch die Sendung, seit September 2010 im Wechsel mit Hellmuth Henneberg.
Am 15. Dezember 2010 lief die 771. und letzte Quivive-Sendung. Am 12. Januar 2011 ging im rbb Fernsehen das neue Gesundheitsmagazin rbb Praxis auf Sendung.